# Aniba ferruginea
Aniba ferruginea là một loài thực vật]] thuộc họ Lauraceae. Đây là loài đặc hữu của Venezuela.